# Expositionspfad
Als Expositionspfad bezeichnet man den Weg radioaktiver Stoffe von der Ableitung aus einer Anlage oder Einrichtung über einen Ausbreitungs- oder Transportvorgang bis hin zu einer inhalativen, oralen oder dermalen Strahlenexposition des Menschen.
Mögliche Einrichtungen wären zum Beispiel nuklearmedizinische Zentren, die ihren radioaktiven Abfall nicht ordnungsgemäß entsorgen, nicht wie vorgeschrieben aufbewahren oder bereits vor dem Abklingen entsorgen.
Beispiel eines Expositionspfades: Luft → Futterpflanze → Kuh → Milch → Nahrung